# Fight face
Fight face (en castellano: Cara de pelea) 111° episodio de la serie de televisión norteamericana Gilmore Girls.

## Resumen del episodio
Sintiéndose un poco sola, Lorelai compra un perro y lo llama Paul Anka, pese a que Miss Patty le recuerda cómo habían sido sus anteriores experiencias con las mascotas; Liz y TJ están de visita y ella se emociona al saber que su hermano se casará con Lorelai. Richard y Emily le comunican a Rory que le ayudarán a conseguir un empleo, pero ella afirma que no tendrá mucho tiempo debido al servicio comunitario que debe cumplir. En medio de una reunión de la DAR (Daughters of American Revolution) de Emily, Rory llega para pedirle a su abuela para que la lleve a su servicio comunitario; luego Rory descubrirá que no es nada bonito limpiar carreteras. Luke y Lorelai deciden entre comprar la casa Twickham o ampliar la de Lorelai, y cuando ella encuentra un gran agujero en su habitación, sospecha de TJ porque le habían negado trabajar en el remodelado. Finalmente, Lorelai decide que quiere vivir en su casa y Luke empieza con la ampliación; Rory llega de sorpresa a Stars Hollow y visita a Luke, y él le cuenta del compromiso con su madre. Más adelante, Luke confronta a Lorelai por su pelea con Rory. Y madre e hija tienen una discusión cuando Lorelai la encuentra en su trabajo comunitario.

## Curiosidades
- T.J. afirma que iba a ver Hechizada en DVD, sin embargo, para la fecha en que este episodio fue emitido, la película no salía aún en DVD.

- Datos: Q5861897

- Lorelai dice que su perro Paul Anka odia los escalones, pero se le vio subir algunos cuando terminó de comer.